# Албарети (Бергамо)
Албарети (итал. Albareti) је насеље у Италији у округу Бергамо, региону Ломбардија.
Према процени из 2011. у насељу је живело 24 становника. Насеље се налази на надморској висини од 841 м.